# Seč (Dětřichov)
Seč (do 1949 Franková, niem. Frankenhau) – osada, część wsi Dětřichov wchodzącej w skład miasta i gminy Jesionik, położona w kraju ołomunieckim, w powiecie Jesionik, w Czechach.